# ديك تورنر (لاعب دوري الرغبي)
ديك تورنر (بالإنجليزية: Dick Turner)‏ هو لاعب دوري الرغبي أسترالي، ولد في 19 أغسطس 1932، وتوفي في 16 يونيو 2008.